# Phantasm 3 : Le Seigneur de la Mort
Série
Phantasm 2
(1988) Phantasm 4 : Aux sources de la Terreur
(1998)
Pour plus de détails, voir Fiche technique et Distribution.
Phantasm 3 : Le Seigneur de la Mort (Phantasm 3: Lord of the Dead) est un film d'horreur américain réalisé par Don Coscarelli, sorti en 1994. Il fait suite à Phantasm (1979) et Phantasm 2 (1988), du même réalisateur. Le film commence exactement au moment de la fin de l'opus précédent. 

## Synopsis
Tandis que Mike, Reggie et Liz s'enfuient à bord d'un corbillard volé du cimetière de Périgord, dernière ville de l'Oregon, ils subissent l'attaque de l'Homme en Noir, qu'ils ont pourtant vu mourir devant leurs yeux. Le véhicule effectue une spectaculaire sortie de route et Reggie ne parvient que de justesse à sauver Mike de la horde des nains envoyés par l'Homme en Noir. Liz, en revanche, ne survit pas à cette attaque. Plongé dans le coma durant deux ans, Mike est hospitalisé et revoit en rêve son frère Jody qui tente de le mettre en garde. Peu après, Reggie assiste, impuissant, à l'enlèvement de Mike et se rend compte que Jody est devenu une de ces sphères meurtrières que l'Homme en Noir contrôle ; seulement, Jody s'est rebellé et s'allie à Reggie dans sa quête. Ils auront tous deux fort à faire pour tirer Mike des griffes de cet être d'un autre monde, et ils feront en chemin la rencontre de deux autres survivants singuliers qui luttent eux aussi contre les armées du « Seigneur des Morts »… Nombre des réponses aux questions qu'ils se posent n'engendreront que de nouvelles questions plus terribles et déroutantes encore.

## Fiche technique
- Titre original : Phantasm 3: Lord of the Dead
- Titre français : Phantasm 3 : Le Seigneur de la Mort
- Réalisation : Don Coscarelli
- Scénario : Don Coscarelli
- Musique : Fred Myrow et Christopher L. Stone
- Photographie : Chris Chomyn
- Montage : Norman Buckley
- Production : Don Coscarelli
- Société de production : Starway International Inc.
- Sociétés de distribution : Universal Pictures (États-Unis), Phase Films (France)
- Langue originale : anglais
- Genre : horreur, fantastique
- Durée : 91 minutes
- Dates de sortie :
  - États-Unis : 6 mai 1994 (sortie limitée)
  - France : 8 mars 1995
  - Interdit aux moins de 16 ans

## Distribution
- Angus Scrimm : l'Homme en Noir
- A. Michael Baldwin : Mike Pearson
- Reggie Bannister : Reggie
- Bill Thornbury : Jody
- Kevin Connors : Tim
- Gloria Lynne Henry : Rocky
- Cindy Ambuehl : Edna
- Brooks Gardner : Rufus
- John Davis Chandler : Henry
- Claire Benedek : la mère de Tim
- Sarah Scott Davis : Tanesha

## Éditions en vidéo
Le film est sorti en DVD en France chez l'éditeur TF1 Vidéo (sorti le 25 octobre 2000) puis en coffret intégrale DVD et Blu-ray édité par ESC Editions (sorti le 31 octobre 2017).